# Shaquille Walker
Shaquille Walker (ur. 24 czerwca 1993 w Blue Island) – amerykański lekkoatleta specjalizujący się w biegu na 800 metrów.
W 2015 zdobył złoty medal uniwersjady w Gwangju.
Stawał na podium mistrzostw USA i NCAA.
Rekordy życiowe w biegu na 800 metrów: stadion – 1:44,99 (9 kwietnia 2016, Tempe); hala – 1:46,97OT (30 stycznia 2016, Seattle).

## Osiągnięcia indywidualne
| Rok  | Impreza                     | Miejsce   | Lokata     | Wynik   |
| ---- | --------------------------- | --------- | ---------- | ------- |
| 2012 | Mistrzostwa świata juniorów | Barcelona | półfinał   | 1:51,43 |
| 2015 | Uniwersjada                 | Gwangju   | 1. miejsce | 1:49,05 |